# Saint John County
Das Saint John County liegt im Südosten der kanadischen Provinz New Brunswick an der Atlantikküste. Größte Stadt des Countys ist Saint John, wo auch der Countysitz liegt. Das County hat 74.020 Einwohner (Stand: 2016).
2011 betrug die Einwohnerzahl 76.550 auf einer Fläche von 1.464,53 km².

## Städte und Gemeinden
| Name        | Status | Fläche km² | Einwohner | Ew./km² |
| ----------- | ------ | ---------- | --------- | ------- |
| Saint John  | Stadt  | 315,82     | 70.063    | 221,8   |
| St. Martins | Dorf   | 2,29       | 314       | 137,1   |